# Heart Heart Heartbreak
«Heart Heart Heartbreak» es el título de una canción escrita por el cantante líder de Boys Like Girls Martin Johnson, junto a Sam Hollander y Dave Katz de la producción S*A*M y Sluggo. La canción es el tercer sencillo lanzado del segundo álbum de Boys Like Girls, Love Drunk.

## Recepción
La canción fue lanzada a la radio el 13 de abril de 2010, debutando en el número 36 en Billboard Mainstream Top 40 (Pop Songs) en la semana siguiente. Después de siete semanas en la lista, llegó al número 31 en junio del 2010; el primer sencillo de la banda en fallar en el Top 30 en la lista.

## Vídeo musical
El vídeo musical fue lanzado en Vevo el 4 de junio de 2010. El vídeo fue dirigido por Doug Spangenberg, quién previamente había trabajado para su vídeo "Heels Over Head" que fue un vídeo en vivo de DVD Read Between the Lines. El vídeo musical toma lugar en un concurso de belleza dónde las chicas están saboteando para poder ganar.

## Listas
| Listas (2010)                      | Posiciones |
| ---------------------------------- | ---------- |
| U.S. Mainstream Top 40 (Pop Songs) | 31         |